# Haudainville
Haudainville is een gemeente in het Franse departement Meuse in de regio Grand Est en het arrondissement Verdun. De gemeente telde 933 inwoners op 1 januari 2022.

## Geschiedenis
De gemeente maakte tot 2015 deel uit van het kanton Verdun-Est. Toen het kanton op 22 maart 2015 de kantons van Verdun werden gereorganiseerd werd Haudainville opgenomen in het kanton Verdun-2.

## Geografie
De oppervlakte van Haudainville bedraagt 11,1 vierkante kilometer; Op 1 januari 2022 was de bevolkingsdichtheid 84,1 inwoners per km².
De onderstaande kaart toont de ligging van Haudainville met de belangrijkste infrastructuur en aangrenzende gemeenten.

## Demografie
Onderstaande figuur toont het verloop van het inwonertal.